# Ehretiaceae
Famille
Classification APG II (2003)
Classification APG III (2009)
Les Ehretiaceae sont une famille de plantes dicotylédones qui comprend 400 espèces en près de 13 genres. On peut citer les genres suivants :
- Bourreria
- Coldenia
- Cordia
- Cortesia
- Ehretia
- Halgania
- Rhabdia

Ce sont des arbres, des arbustes et quelques plantes herbacées des régions tropicales d'Amérique.
En classification phylogénétique APG II (2003) et en classification phylogénétique APG III (2009) cette famille est invalide et ses genres sont incorporés dans la famille Boraginaceae où elle forme 2 sous-familles : Cordioidées et Ehretioidées.
En classification classique de Cronquist (1981), cette famille n'est pas reconnue.